# Distretto di Várpalota
Il distretto di Várpalota (in ungherese Várpalotai járás) è un distretto dell'Ungheria, situato nella provincia di Veszprém.